# Ляхово (област Добрич)
 За другото българско село вижте Ляхово (област Пазарджик).  
Ляхово е село в Североизточна България. То се намира в община Балчик, област Добрич.

## География
Селото е кацнало на скалите над село Оброчище и курортен комплекс Албена.

## История
Първите заселници са турци, които работели като ратаи при двама братя-чифликчии – Хамза и Али. Те притежавали имоти в съседните села Хамзалар (Храброво) и Кую кьой (Карвуна). Преданието разказва, че един от ратаите поискал от двамата братя да му дадат парче земя. Смята се, че оттук идва и турското име на селото – „Евлеклер“ (парцели). Между средата на 19 век и Освобождението тук се настаняват няколко български семейства. Видно е, че селото още от основаването се е било с преобладаващо мюсюлманско население. И изповядващите исляма са 100% от населението. Регистрите на населението от средата на 50-те години на миналия век сочат, че след Освобождението местните турци не са се изселили към южната ни съседка, а са останали тук. През 1942 г. селото е преименувано на Лехово. През 1960 г. с административен акт е направена корекция на името и то вече е Ляхово.

## Население
Численост на населението според преброяванията през годините:
| \| Година на преброяване \| Численост \| \| --------------------- \| --------- \| \| 1934 \| 287 \| \| 1946 \| 332 \| \| 1956 \| 292 \| \| 1965 \| 363 \| \| 1975 \| 435 \| \| 1985 \| 468 \| \| 1992 \| 410 \| \| 2001 \| 432 \| \| 2011 \| 400 \| \| 2021 \| 242 \| |           |
| Година на преброяване | Численост |
| 1934 | 287       |
| 1946 | 332       |
| 1956 | 292       |
| 1965 | 363       |
| 1975 | 435       |
| 1985 | 468       |
| 1992 | 410       |
| 2001 | 432       |
| 2011 | 400       |
| 2021 | 242       |

### Етнически състав

#### Преброяване на населението през 2011 г.
Численост и дял на етническите групи според преброяването на населението през 2011 г.:
|                     | Численост | Дял (в %) |
| Общо                | 400       | 100.00    |
| Българи             | 9         | 2.25      |
| Турци               | 387       | 96.75     |
| Цигани              | –         | –         |
| Други               | –         | –         |
| Не се самоопределят | –         | –         |
| Неотговорили        | 4         | 1.00      |